# Robert Sutton (żeglarz)
Robert Mandel „Bob” Sutton (ur. 27 kwietnia 1911 w South Pasadena, zm. 13 września 1977 w Los Angeles) – amerykański żeglarz sportowy, medalista olimpijski.
Podczas letnich igrzysk olimpijskich w Los Angeles (1932) zdobył złoty medal w żeglarskiej klasie 8 metrów, wspólnie z Owenem Churchillem, Williamem Cooperem, Karlem Dorseyem, Johnem Biby, Pierpontem Davisem, Alanem Morganem, Alphonse’em Burnandem, Thomasem Websterem, Johnem Huettnerem, Richardem Moore’em i Kennethem Careyem. Drugi raz na igrzyskach olimpijskich wystąpił w Berlinie (1936), zajmując 10. miejsce w klasie 8 metrów.
Bob Sutton był członkiem klubu California Yacht Club. Karierę zawodową rozwijał w dziecinie elektrotechniki, dochodząc do stanowiska dyrektora technicznego. 